# Open reading frame
Open Reading Frame (sigla ORF), in italiano quadro (o cornice) di lettura aperto è la fase di lettura che consente di codificare un’intera proteina, senza incontrare codoni di stop prematuri e quindi formare una proteina tronca. Le ORF vengono normalmente individuate spostandosi lungo i frammenti di DNA durante la ricerca della localizzazione di un gene. Considerando che vi sono organismi che presentano delle variazioni nella sequenza del codone d'inizio, la ricerca di una ORF può essere differente, sfruttando ad esempio degli algoritmi costruiti su tutti i genomi esistenti (inclusi quelli alterati) e su tutte le possibili modalità di lettura. 

## Definizioni
Ci sono le definizioni diverse per una ORF: Può essere la sequenza limitata di un codone d'inizio e un codone di stop, però anche di due codoni di stop (ciascuno all'inizio e alla fine della ORF). 
Nei geni eucariotici con esoni multipli, gli introni sono rimossi e gli esoni vengono uniti dopo la trascrizione per produrre l'mRNA finale per la traduzione della proteina. Quindi, la definizione di ORF da start a stop si applica solo agli mRNA dopo lo splicing, non al DNA genomico. Gli introni possono contenere codoni di stop e/o causare spostamenti tra i quadri di lettura. La definizione alternativa dice che una ORF è una sequenza che ha una lunghezza divisibile per tre ed è senza codoni di stop. Questa definizione più generale può essere utile anche nel contesto della trascrittomica e della metagenomica, dove il codone di inizio e/o stop può non essere presente nelle sequenze ottenute. In questo caso, una ORF corrisponde a una parte di un gene piuttosto che al gene completo.
È risaputo che l'esistenza di una ORF, soprattutto se lunga, è una buona indicazione della presenza di un gene nella sequenza posta nelle immediate vicinanze. In tal caso, la ORF stessa fa parte della sequenza che verrà tradotta dai ribosomi, comprendendo in tutta la sua lunghezza anche le parti che verranno eliminate prima della sintesi proteica, vale a dire gli introni.
A volte un ORF è semplificato come sequenza di codifica del DNA (CDS). Una CDS è un frammento di DNA che codifica una proteina. Però una ORF significa un frammento di DNA che può codificare una potenziale proteina.

## La ricerca delle ORF nei procarioti e negli eucarioti
Una volta stabilita la sequenza del gene è importante determinare la ORF corretta. Per gli organismi con DNA a doppia elica, la sequenza può essere stabilita in sei modalità di lettura, tre in un verso e tre nel verso opposto. Negli organismi procarioti, la sequenza più lunga che risulta priva di un codone di terminazione costituisce di fatto una ORF.
Più problematico è il caso degli organismi eucarioti in quanto la maggior parte del DNA contenuto in una ORF (quella costituita dagli introni appunto), non viene tradotta; questa è la ragione per cui, in questo caso, una ORF può essere trovata soltanto andando ad analizzare l'mRNA una volta sottoposto al processo di splicing.

## Rapporto con la sequenza di Kozak
Nel DNA, la CDS si trova all'interno degli esoni ed inizia con una sequenza abbastanza ricorrente detta sequenza di Kozak, composta dalla sequenza ATG la quale si può presentare in 3 varianti:
1. La prima presenta in posizione -3 rispetto alla CDS, intendendo con (-) i nucleotidi presenti nella sequenza, una adenosina o una guanina (es. ACGATG)
2. La seconda presenta una guanosina subito dopo la sequenza di inizio (es. ATGCG)
3. La terza presenta in posizione +3 una guanosina (ATGG).

Queste varianti non sono accessorie, ma possono avere notevole importanza nella scelta di quale sequenza venga tradotta, poiché la presenza di queste favorisce l'attacco dei complessi di traduzione in determinati punti rispetto ad altri, cosa molto importante in sequenze che possono dare potenzialmente più trascritti.
La sequenza CDS termina in determinate sequenze, dette di Stop, che corrispondono generalmente alla tripletta TGA.